# Portugal Sem Fim
Portugal Sem Fim foi um programa de jornalismo transmitido pela RTP1, que tinha na equipa os jornalistas José Manuel Barata Feyo, Seruca Salgado, Miguel Sousa Tavares, Carlos Fino, Rui Araújo, Joaquim Furtado, Mário Crespo, Judite de Sousa, José Corte Real, entre outros.
Na mesma linha que o Grande Reportagem, terminado dois anos antes, o programa consistia na exibição de documentários e reportagens sobre o legado português no mundo, durante a época da Expansão Marítima lusitana, tanto na cultura, como na vida sociais dos territórios. Desde os territórios do chamado Império Colonial Português, até outras regiões por onde os navegadores portugueses passaram, como a Omã, Japão, ou Etiópia, este programa também abordava a vida dos emigrantes portugueses pelo mundo, como nos Estados Unidos ou na União Soviética.